# Milpa Alta
Milpa Alta es una de las dieciséis demarcaciones de la Ciudad de México. Se encuentra situada en el extremo sudoriental de esta entidad federativa, en las estribaciones de la sierra de Ajusco-Chichinauhtzin que separa al estado de Morelos y la capital mexicana. Con una superficie de 228 kilómetros cuadrados es la segunda de las demarcaciones territoriales capitalinas y constituye una importante reserva ambiental en el centro del país.
El origen de los doce pueblos que se encuentran en el territorio milpaltense se remonta a la época prehispánica: durante el Preclásico Tardío (ss. X-XVI d. C.), los chichimecas se impusieron a la población nativa y fundaron Malacachtépec Momoxco y otros pueblos sujetos a Xochimilco. Esta localidad fue conquistada por los españoles en 1529 y con la cristianización se cambió su nombre por La Asunción de Milpa Alta. En el siglo XIX, los pueblos milpaltenses pasaron del dominio de Xochimilco al de Tlalpan, y del estado de México al Distrito Federal. Durante la Revolución mexicana se convirtió en un bastión importante del Ejército Libertador del Sur de Emiliano Zapata.
En la década de los setenta se introdujo masivamente el cultivo del nopal, que es el pilar de la economía de la delegación. El 80% del nopal que se consume en México proviene de Milpa Alta, donde se encuentra el máximo centro de distribución y se industrializa el nopal en diversas formas que van desde la preparación de dulces hasta la producción de jabones. En la delegación también ha tenido un repunte importante el cultivo del amaranto, cuyo cultivo había sido muy diezmado por su prohibición en la época colonial.
Milpa Alta posee un rico patrimonio cultural. Posee construcciones históricas como el templo de Nuestra Señora de la Asunción de Villa Milpa Alta y el Cuartel Zapatista, la Iglesia de San Pablo Apóstol en San Pablo Oztotepec. En los pueblos se realizan numerosas festividades entre las que destacan la Feria Nacional del Mole, el Festival de los Globos de Papel, la Feria del Nopal y la celebración del Día de Muertos.
La delegación contiene a la comunidad indígena náhuatl más importante de la Ciudad de México. Además, una parte de San Antonio Tecómitl forma parte del polígono declarado Patrimonio de la Humanidad por Unesco como parte de la zona chinampera del valle de México.
En esta delegación, tienen la costumbre de acudir en peregrinación al Santuario del Señor de Chalma que se encuentra en el Estado de México. A él acuden los 12 pueblos pertenecientes a la delegación, cada uno organizado por un mayordomo que se encarga de realizar los preparativos para que todas las personas que acuden a pie al santuario, lleguen a salvo y durante el camino realizan paradas para tomar alimentos que son donados por mismos vecinos de los pueblos participantes. Esto se realiza saliendo a las 3:00 a. m. del 3 de enero de cada año y regresando a casa el día 11 de enero después de las 12 00 p. m.; ya en el santuario realizan los cambios de mayordomos que ahora serán los encargados de llevarlos el año entrante y así continuar con esta tradición. Como parte de esta tradición las mayordomias se cambian de forma anual en el mes de Mayo, y las festividades más importantes de esta son el "Recibimiento", la peregrinación al santuario de Chalma, la Junta y la Rejunta.

## Toponimia
La delegación toma su nombre por Villa Milpa Alta. Originalmente, esta población se llamaba Malacachtépec Momoxco. Estas voces se derivan de malacachtli 'malacate', tépetl 'cerro', -co 'partícula locativa'; momoxtli 'adoratorio', -co, 'partícula locativa'. De acuerdo con una monografía de la SEP, Malacachtépec Momoxco se traduce como Lugar rodeado de cerros donde hay túmulos funerarios. También puede traducirse como Cerro de los malacates donde hay adoratorios. En el siglo XVI, los franciscanos fundaron un establecimiento para cristianizar a los nativos de la región. Ellos cambiaron el nombre por el que lleva actualmente. Juan de Saucedo, que fue el primer emisario español que llegó a la región, le dio el nombre de Milpas de Xochimilco a la cabecera Momoxca.

## Geografía
Con una superficie de más de 27,000h, esta delegación al sur de la Ciudad de México esta el asombroso refugio (casi desconocido) de cientos de árboles, plantas, aves y hasta de animales terrestres de mediano formato.

### Relieve
La superficie de Milpa Alta es de algo más de 228 kilómetros cuadrados. Presenta un relieve sumamente montañoso. Su punto más bajo, en San Antonio Tecómitl, tiene una altitud de 2250 metros sobre el nivel del mar, diez metros por encima del nivel medio de la Ciudad de México. Rodeando el volcán Teuhtli hay una franja de tierra con una pendiente poco pronunciada que poco a poco se va elevando a medida que se avanza rumbo al poniente. Esta región es conocida con el nombre de valle de Milpa Alta, y en él habita la mayor parte de los habitantes de la delegación. El valle de Milpa Alta se eleva hasta los 2700 metros sobre el nivel del mar (m s. n. m.), y su clima es más frío que en el resto de la cuenca de México. Este pequeño valle separa el volcán Teuhtli de la serranía del Ajusco-Chichinautzin. Esta cadena montañosa es la de mayor altitud en la Ciudad de México, con cumbres que rebasan los 3500 metros sobre el nivel del mar. Forman parte de esta cadena los volcanes Cuauhtzin, Chichinauhtzin, Tetzcacóatl, Acopiaxco, San Bartolo y Ocusacayo, todos ellos por encima de los 3100 m s. n. m. El punto más alto de Milpa Alta es el volcán Tláloc, con 3690 m s. n. m.
La totalidad del territorio de Milpa Alta forma parte de la subprovincia geológica Lagos y Volcanes del Anáhuac, que a su vez corresponde a la provincia del Eje Neovolcánico. Las topoformas propias de la delegación son la sierra volcánica con estrartovolcanes --que abarca más del 95% de la superficie—y la meseta basáltica. Esta última solo está presente en pequeñas porciones del oriente de la delegación y en una franja localizada entre los volcanes Cuauhtzin y Teuhtli.
Más del 96% de la superficie de Milpa Alta es producto de la actividad geológica del cuaternario, como ya se ha señalado. Por ello, una gran parte de los casi 230 kilómetros cuadrados de su territorio están cubiertos por alguna clase de roca volcánica, especialmente basalto (35% de la superficie) y toba. Menos de dos kilómetros cuadrados del territorio están cubiertos por suelo de carácter aluvial. La zona con estas características se localiza al oriente de Villa Milpa Alta, y forma parte del valle del mismo nombre. Al norte del valle se levanta el volcán Teuhtli. Esta es la fracción de superficie más antigua de Milpa Alta, pues emergió en el período Terciario. Se trata de un volcán en escudo con cono de ceniza, formado de andesita. El Ajusco-Chichinauhtzin emergió luego de una violenta actividad volcánica durante el período cuaternario; en otras palabras, esto significa que la superficie de Milpa Alta es bastante joven en términos del tiempo geológico. Antes de la emergencia de este muro de montañas, la cuenca del valle de México tenía un desagüe natural hacia el río Balsas. Pero la aparición de la serranía del Ajusco ocasionó que se volviera una cuenca endorreica, lo que propició la formación del sistema lacustre de Texcoco, y contribuyó sin duda a la modificación de los ecosistemas del sur del Distrito Federal.

### Hidrografía
La mayor parte del territorio milpaltense se localiza en la cuenca del río Moctezuma de la región hidrológica del río Pánuco. El 60% de la delegación pertenece a esta región, en tanto que el resto pertenece a la cuenca del río Grande de Amacuzac, de la región hidrológica del Balsas. Sin embargo, no posee ninguna corriente permanente de agua por la característica porosa de sus suelos. En temporada de lluvias, de las laderas de sus cerros escurren pequeños arroyos, de los cuales, los más grandes son el Cuauhtzin, que escurre del cerro de ese mismo nombre, y el Tlatixhuatanca, que escurre por la ladera norte del volcán Tláloc.

### Clima
A medida que asciende la altitud, el clima de Milpa Alta se torna más frío y húmedo. La mayor parte de su territorio, es decir, en las laderas de la sierra, el clima es semifrío subhúmedo, con abundantes lluvias en verano (INEGI, 2002). Esta zona está prácticamente despoblada y cubierta por bosques de pinos y oyameles. Otra fracción de casi 30% del total del territorio presenta un clima templado, con lluvias en verano. Corresponde al valle de Milpa Alta y las laderas bajas de la serranía. Es la zona donde se asienta la mayor parte de la población milpaneca y donde se practica la más importante actividad económica de la delegación: la agricultura del nopal. En esta región, el INEGI distingue dos secciones por la cantidad de lluvia que reciben. El valle de Milpa Alta es ligeramente más seco que las laderas serranas, pero de cualquier manera es de las más húmedas del valle de México. La región más húmeda y fría de Milpa Alta es la cumbre del volcán Chichinauhtzin y el volcán Tláloc. Las lluvias son muy abundantes y la temperatura promedio es de 8 °C, en tanto que para Villa Milpa Alta es de 14 °C.
| Parámetros climáticos promedio de la estación meteorológica de Milpa Alta | Parámetros climáticos promedio de la estación meteorológica de Milpa Alta | Parámetros climáticos promedio de la estación meteorológica de Milpa Alta | Parámetros climáticos promedio de la estación meteorológica de Milpa Alta | Parámetros climáticos promedio de la estación meteorológica de Milpa Alta | Parámetros climáticos promedio de la estación meteorológica de Milpa Alta | Parámetros climáticos promedio de la estación meteorológica de Milpa Alta | Parámetros climáticos promedio de la estación meteorológica de Milpa Alta | Parámetros climáticos promedio de la estación meteorológica de Milpa Alta | Parámetros climáticos promedio de la estación meteorológica de Milpa Alta | Parámetros climáticos promedio de la estación meteorológica de Milpa Alta | Parámetros climáticos promedio de la estación meteorológica de Milpa Alta | Parámetros climáticos promedio de la estación meteorológica de Milpa Alta | Parámetros climáticos promedio de la estación meteorológica de Milpa Alta |
| Mes                                                                       | Ene.                                                                      | Feb.                                                                      | Mar.                                                                      | Abr.                                                                      | May.                                                                      | Jun.                                                                      | Jul.                                                                      | Ago.                                                                      | Sep.                                                                      | Oct.                                                                      | Nov.                                                                      | Dic.                                                                      | Anual                                                                     |
| ------------------------------------------------------------------------- | ------------------------------------------------------------------------- | ------------------------------------------------------------------------- | ------------------------------------------------------------------------- | ------------------------------------------------------------------------- | ------------------------------------------------------------------------- | ------------------------------------------------------------------------- | ------------------------------------------------------------------------- | ------------------------------------------------------------------------- | ------------------------------------------------------------------------- | ------------------------------------------------------------------------- | ------------------------------------------------------------------------- | ------------------------------------------------------------------------- | ------------------------------------------------------------------------- |
| Temp. máx. media (°C)                                                     | 20.6                                                                      | 21.7                                                                      | 23.9                                                                      | 24.7                                                                      | 25.0                                                                      | 23.0                                                                      | 22.0                                                                      | 21.7                                                                      | 21.3                                                                      | 21.5                                                                      | 21.2                                                                      | 20.5                                                                      | 22.3                                                                      |
| Temp. media (°C)                                                          | 13.0                                                                      | 13.6                                                                      | 16.2                                                                      | 17.4                                                                      | 17.9                                                                      | 16.8                                                                      | 15.7                                                                      | 15.8                                                                      | 15.7                                                                      | 15.1                                                                      | 13.7                                                                      | 13.0                                                                      | 15.3                                                                      |
| Temp. mín. media (°C)                                                     | 5.6                                                                       | 6.0                                                                       | 8.5                                                                       | 9.8                                                                       | 10.9                                                                      | 11.0                                                                      | 10.3                                                                      | 10.4                                                                      | 10.4                                                                      | 9.0                                                                       | 6.8                                                                       | 6.0                                                                       | 8.7                                                                       |
| Precipitación total (mm)                                                  | 9.5                                                                       | 7.1                                                                       | 12.9                                                                      | 27.4                                                                      | 65.3                                                                      | 127.3                                                                     | 131.0                                                                     | 142.2                                                                     | 107.3                                                                     | 49.0                                                                      | 12.5                                                                      | 9.9                                                                       | 701.4                                                                     |
| Días de precipitaciones (≥ 1 mm)                                          | 1.6                                                                       | 2.2                                                                       | 2.9                                                                       | 6.3                                                                       | 10.5                                                                      | 17.2                                                                      | 19.2                                                                      | 19.9                                                                      | 17.4                                                                      | 8.1                                                                       | 2.6                                                                       | 1.5                                                                       | 109.4                                                                     |
| Fuente: SMN, 2011a.                                                       |                                                                           |                                                                           |                                                                           |                                                                           |                                                                           |                                                                           |                                                                           |                                                                           |                                                                           |                                                                           |                                                                           |                                                                           |                                                                           |

| Parámetros climáticos promedio de la estación meteorológica de Vertedor Milpa Alta | Parámetros climáticos promedio de la estación meteorológica de Vertedor Milpa Alta | Parámetros climáticos promedio de la estación meteorológica de Vertedor Milpa Alta | Parámetros climáticos promedio de la estación meteorológica de Vertedor Milpa Alta | Parámetros climáticos promedio de la estación meteorológica de Vertedor Milpa Alta | Parámetros climáticos promedio de la estación meteorológica de Vertedor Milpa Alta | Parámetros climáticos promedio de la estación meteorológica de Vertedor Milpa Alta | Parámetros climáticos promedio de la estación meteorológica de Vertedor Milpa Alta | Parámetros climáticos promedio de la estación meteorológica de Vertedor Milpa Alta | Parámetros climáticos promedio de la estación meteorológica de Vertedor Milpa Alta | Parámetros climáticos promedio de la estación meteorológica de Vertedor Milpa Alta | Parámetros climáticos promedio de la estación meteorológica de Vertedor Milpa Alta | Parámetros climáticos promedio de la estación meteorológica de Vertedor Milpa Alta | Parámetros climáticos promedio de la estación meteorológica de Vertedor Milpa Alta |
| Mes                                                                                | Ene.                                                                               | Feb.                                                                               | Mar.                                                                               | Abr.                                                                               | May.                                                                               | Jun.                                                                               | Jul.                                                                               | Ago.                                                                               | Sep.                                                                               | Oct.                                                                               | Nov.                                                                               | Dic.                                                                               | Anual                                                                              |
| ---------------------------------------------------------------------------------- | ---------------------------------------------------------------------------------- | ---------------------------------------------------------------------------------- | ---------------------------------------------------------------------------------- | ---------------------------------------------------------------------------------- | ---------------------------------------------------------------------------------- | ---------------------------------------------------------------------------------- | ---------------------------------------------------------------------------------- | ---------------------------------------------------------------------------------- | ---------------------------------------------------------------------------------- | ---------------------------------------------------------------------------------- | ---------------------------------------------------------------------------------- | ---------------------------------------------------------------------------------- | ---------------------------------------------------------------------------------- |
| Temp. máx. media (°C)                                                              | 20.3                                                                               | 21.2                                                                               | 24.0                                                                               | 24.9                                                                               | 25.0                                                                               | 22.6                                                                               | 21.1                                                                               | 21.3                                                                               | 20.9                                                                               | 21.2                                                                               | 20.6                                                                               | 20.0                                                                               | 21.9                                                                               |
| Temp. media (°C)                                                                   | 13.3                                                                               | 14.2                                                                               | 16.3                                                                               | 17.5                                                                               | 18.2                                                                               | 17.3                                                                               | 16.4                                                                               | 16.3                                                                               | 16.1                                                                               | 15.5                                                                               | 14.6                                                                               | 13.5                                                                               | 15.8                                                                               |
| Temp. mín. media (°C)                                                              | 6.0                                                                                | 6.7                                                                                | 8.8                                                                                | 10.3                                                                               | 11.4                                                                               | 11.6                                                                               | 10.9                                                                               | 10.8                                                                               | 11.0                                                                               | 9.6                                                                                | 7.9                                                                                | 6.6                                                                                | 9.3                                                                                |
| Precipitación total (mm)                                                           | 12.7                                                                               | 10.1                                                                               | 10.8                                                                               | 26.2                                                                               | 67.6                                                                               | 120.9                                                                              | 141.9                                                                              | 126.2                                                                              | 102.5                                                                              | 45.0                                                                               | 10.7                                                                               | 7.3                                                                                | 682.3                                                                              |
| Días de precipitaciones (≥ 1 mm)                                                   | 2.2                                                                                | 2.9                                                                                | 3.0                                                                                | 7.1                                                                                | 12.5                                                                               | 16.9                                                                               | 22.1                                                                               | 20.3                                                                               | 18.5                                                                               | 8.4                                                                                | 2.8                                                                                | 2.4                                                                                | 119.1                                                                              |
| Fuente: SMN, 2011b.                                                                |                                                                                    |                                                                                    |                                                                                    |                                                                                    |                                                                                    |                                                                                    |                                                                                    |                                                                                    |                                                                                    |                                                                                    |                                                                                    |                                                                                    |                                                                                    |

| Mapas geográficos de Milpa Alta |        |
|                                 |        |
| Relieve e hidrología            | Climas |

## Historia

### Época prehispánica
El documento escrito más antiguo en que se hace referencia a la región que actualmente se conoce como Milpa Alta data del siglo XVII. Fue escrito por el escribano Juan Sánchez. En él se señala que los más antiguos pobladores debieron ser toltecas, aunque es probable que fuera ocupado antes, debido a la cercanía del lago de Xochimilco. Los toltecas o sus grupos afines fueron luego invadidos por familias chichimecas provenientes del oriente del valle de México, y ocuparon el valle de Milpa Alta en el siglo XIII fundando los primeros 9  pueblos de la región, los pueblos de: Tlacotenco, Tepenahuac, Tecoxpan, Miacatlan, Ohtenco, Tlacoyucan, Atocpan, Oztotepec y cuauhtzilinque, actual barrio de la Concepción. Más tarde, en el siglo XV, cuando los mexicas estaban ya consolidados como una potencia militar dominante en el Altiplano Central, un grupo de siete familias Mexicas salieron de Tenochtitlan y se dirigieron hacia el sur del valle de México encabezados por Hueytlahuelanqueh, logrando dominar a los primeros pobladores teochichimecas de Milpa Alta. El propósito de estas incursiones era controlar el paso entre los valles de México y Cuernavaca. En esos territorios los Mexicas se establecieron y fundaron los barrios de Santa Cruz, San Mateo, Santa Martha, los Ángeles y la Luz, que actualmente conforman la Villa de Milpa Alta, así como los  pueblos ribereños de Tulyehualco, Ixtayopan y Tecomitl. De esta manera los mexicas consolidaron y organizaron la región a la que nombraron como el altépetl de  "Malacachtepec Momoxco" o "Malacahtepec Malacachticpac", que significa "lugar de altares rodeado de montañas" o "lugar de plataformas rodeado de colinas".

### Conquista
Tras la caída de Tenochtitlan a manos de Cortés, Malacachtepec Momoxco, como señorío dependiente de la capital mexica, también fue capturado por los españoles. En 1529 se firmó un acuerdo de paz entre los europeos y los nativos, por medio del que se reconoció el derecho de estos a nombrar a sus gobernantes locales, según la estructura de las repúblicas de indios. Por esa misma fecha, los frailes franciscanos comenzaron la construcción del convento de Nuestra Señora de la Asunción en el viejo Malacachtépec-Momoxco, que ellos llamaron El Templo de Nuestra Señora de la Asunción de Villa Milpa Alta se construyó entre 1585 y 1630 y está decorada en su interior con talavera azul y obras del arte virreinal y neoclásico mientras en su exterior cuenta con una hermosa pila bautismal labrada en piedra con rostros indígenas.
En 1697 fray Agustín de Vetancurt realizó un recuento de los conventos que pertenecían a los franciscanos de la provincia del Santo Evangelio de México, donde se registraba que la parroquia de Xochimilco administraba 13 pueblos de visita, repartidos en cuatro parcialidades. El convento de La Milpa no escapo a los ojos de este franciscano, quien con su pluma apuntó:
"Dos leguas de Xochimilco en un repecho, cuya vista se dilata por toda la laguna, esta un convento con celdas acomodadas, una portería muy capaz y bien labrada, una huerta de olivos, la iglesia es a la Asunción de Nuestra Señora dedicada, es de bóvedas con todo primor fabricadas, la torre es excelente, de la forma que es la de las monjas de la concepción de México. Viven en el seis religiosos con su ministro calado, que administran más de dos mil cuatrocientas personas, no vive español alguno, ni tiene hacienda". Para el siglo XVII, según los libros parroquiales de Xochimilco, existieron ayudas de parroquia que eran dependientes del convento de la Asunción de la Milpa.

### México independiente
Durante el siglo XIX, Milpa Alta formó parte del estado de México. Fue esencialmente un pueblo pacífico y agrícola vinculado en la red comercial del valle de México. Sus pobladores eran mayoritariamente indígenas nahuas. A finales de ese siglo, durante el Porfiriato, el territorio de Milpa Alta estaba sometido a la gran hacienda de Santa Fe de Tetelco, propiedad del español y amigo de Porfirio Diaz, Iñigo Noriega Lasso.  Al inicio de la Revolución mexicana, en 1911, el territorio milpaltense fue invadido por las tropas de Emiliano Zapata. El caudillo del Ejército Libertador del Sur se instaló temporalmente en la comunidad de San Pablo Oztotepec, en donde aun es posible encontrar el edificio que fue su cuartel. Desde Oztotepec, los zapatistas se dirigieron hacia el norte, reforzados por habitantes de los pueblos de Milpa Alta. Con ese apoyo, ocuparon Xochimilco e Iztapalapa, entre otras poblaciones del oriente del valle de México.

### Revolución mexicana
A mediados de 1911, las tropas al mando de Emiliano Zapata asaltaron y tomaron esta población lo que ocasiono una severa crisis en el gabinete del presidente interino Francisco León de la Barra por lo que el ministro de Gobernación Alberto García Granados fue destituido de su cargo y el general Victoriano Huerta fue relevado de su misión en Morelos.
Cuando se instaló el gobierno carrancista en la capital mexicana, Milpa Alta fue nuevamente un bastión importante para los zapatistas. Desde ahí hostilizaron a varios pueblos de Tláhuac y Xochimilco, aliados al Ejército Constitucionalista comandado por Carranza. Finalmente, los zapatistas arrojaron a Carranza y su ejército de la ciudad en 1918, aunque serían derrotados dos años después por el gobierno de Álvaro Obregón.
Uno de los principales problemas que enfrentó la población milpaltense durante el siglo XX fue el reconocimiento de sus derechos sobre las propiedades comunales. Como muchas otras comunidades indígenas de México, la posesión de la tierra por parte de los pueblos indígenas de Milpa Alta habían sido reconocidos por la Corona española durante la época virreinal. Sin embargo, el liberalismo jacobino de la segunda mitad del siglo XIX puso punto final a la existencia de la comunidad indígena como corporación con personalidad jurídica. Los bienes comunales fueron enajenados, dando lugar a la formación de grandes haciendas.
Durante la revolución las tropas zapatistas avanzaron hacia la Ciudad de México en 1914 y ocuparon Milpa Alta, en San Pablo Oztotepec instalaron su cuartel, puesto que la ubicación de este pueblo facilitaba tanto la comunicación con el zapatista estado de Morelos como la vigilancia de las tropas de Venustiano Carranza, porque en este punto se puede ver desde las alturas buena parte del sur del Valle de México.
Ahí Zapata ratificó el Plan de Ayala el 19 de julio de 1914. Éste acontecimiento representó un momento histórico del cual algunos milpaltenses están orgullosos. La construcción del cuartel, con techos de dos aguas, portales y aljibe, perteneció en el siglo XIX a Brígido Molina, cacique del pueblo.
Después de años de abandono, se restauró en 1997 y la comunidad creó el Museo del Cuartel Zapatista, que administra un consejo ciudadano. La institución es pequeña, pero exhibe facsímiles del original manuscrito del Plan de Ayala, que consta de 15 artículos, y su acta de ratificación -tomados del Archivo General de la Nación-; cartas emitidas desde el cuartel con temas diversos y varias fotos de Zapata, de sus tropas y de la Revolución en general -archivo Casasola-, así como del cuartel zapatista cuando estaba abandonado y de la iglesia cercana.
Al triunfo de la Revolución, los pueblos milpaltenses recibieron el reconocimiento de sus posesiones por parte del gobierno federal, mismo que fue revocado por Álvaro Obregón en la década de los veinte. Las tierras les serían restituidas después, pero ya eran objetivo de la industria papelera y de los talamontes ajenos a las comunidades. No fue sino hasta la década de 1980 cuando el territorio de Milpa Alta fue declarado zona de conservación ecológica del Distrito Federal. Ello derivó en la protección gubernamental de la tierra. Para esa época, la economía agrícola de la delegación ya había atravesado por una grave crisis de la que se levantó gracias a la introducción del cultivo de nopal.Actualmente Milpa Alta posee un rico patrimonio cultural como, la feria nacional del mole, la feria del nopal y el festival de los globos de papel.

### Historia contemporánea
Milpa Alta ha sido visitada en dos ocasiones por los miembros del Ejército Zapatista de Liberación Nacional, en las caravanas de 2001 y 2006. En el 2000 se eligió por primera vez a un jefe delegacional siendo elegida Guadalupe Chavira de la Rosa. En 2003 fue la única delegación capitalina donde el Partido Revolucionario Institucional ganó la elección para jefe delegacional con Cuauhtémoc Martínez Laguna. En el año 2006, el PRD recuperó el gobierno delegacional donde se mantuvo hasta 2015, año en que fue elegido Jorge Alvarado (PRI), su periodo concluyó en 2018.

## Demografía
Milpa Alta es la delegación capitalina más despoblada en términos absolutos y relativos. Según el II Conteo de Población y Vivienda, realizado por el INEGI en 2005, la delegación tenía un poco más de 115 mil habitantes, dispersos en sus 228 kilómetros cuadrados de superficie. La distribución de la población en Milpa Alta no es pareja. Se concentra sobre todo entre las cotas de 2500 y 2600 m s. n. m., en once pueblos y una villa.
A pesar de ser la delegación menos poblada del Distrito Federal, la tasa de crecimiento ha sido la más elevada por lo menos desde hace dos décadas. Mientras que la población del Distrito Federal ha crecido menos de 1,5% anual, en Milpa Alta el ritmo de crecimiento supera el 3% y 4% en los períodos 1995-2000 y 2000-2005.
Milpa Alta rebasó los cien mil habitantes en el período intercensal 2000-2005. La densidad de población según el conteo de 2005 fue de 507,4 habitantes por kilómetro cuadrado. El número es muy bajo si se considera que la densidad poblacional del Distrito Federal es más de once veces mayor (5896,49 h/km²).

### Indicadores sociodemográficos
- Índice de desarrollo humano (IDH): Milpa Alta es la delegación con el IDH más bajo del Distrito Federal, con un coeficiente de 0,7902 en 2003. En ese mismo año, el IDH para el Distrito Federal fue de 0,8837.[11] Por ello, Milpa Alta es una delegación con desarrollo humano medio, aunque está muy cerca del límite inferior del umbral de desarrollo humano alto. Este coeficiente de desarrollo humano coloca a Milpa Alta en una situación similar a la de países como la República de Mauricio y Granada.

- Marginación: Milpa Alta también es la delegación más marginada del Distrito Federal. Por lo menos eso es lo que indican los estudios demográficos clásicos que se han realizado en la zona, como el que dio origen a la categorización por IDH. En Milpa Alta, 92% de la población es propietaria de su casa. La mayor parte de las casas cuentan con luz eléctrica, toma de agua y alcantarillado, aunque su distancia con respecto a la zona nuclear de la Ciudad de México coloca a sus pobladores en una desventaja. A ello hay que sumar la escasez de servicios médicos de calidad y la ausencia de escuelas de nivel superior en la demarcación.

- Alfabetismo: De una población mayor de 15 años de 63 mil 309 individuos en el año 2000, solo 60 mil 325 de ellos sabían leer y escribir. Esto representa el 94,39% de la población. es una cifra baja comparada con el porcentaje de alfabetismo en el Distrito Federal, que según los datos del mismo censo fue de 97% en el 2000. El analfabetismo es superior entre las mujeres que entre los hombres. Cerca de 2 mil cuatrocientas mujeres milpaltenses no sabían leer en el año 2000, en tanto que el número de hombres era menor a mil 200, y la prevalencia femenina en Milpa Alta no dobla la proporción de hombre habitantes de la delegación.

- Lenguas indígenas: En México, los censos de población solo contemplan en sus conteos de hablantes de lenguas indígenas a los individuos mayores de cinco años. En Milpa Alta, la lengua indígena más hablada por ese grupo de población es el náhuatl. Le siguen el otomí, el mixteco y varias otras lenguas cuyas comunidades lingüísticas no llegan al centenar de hablantes.

### Etnografía: nahuas de Milpa Alta

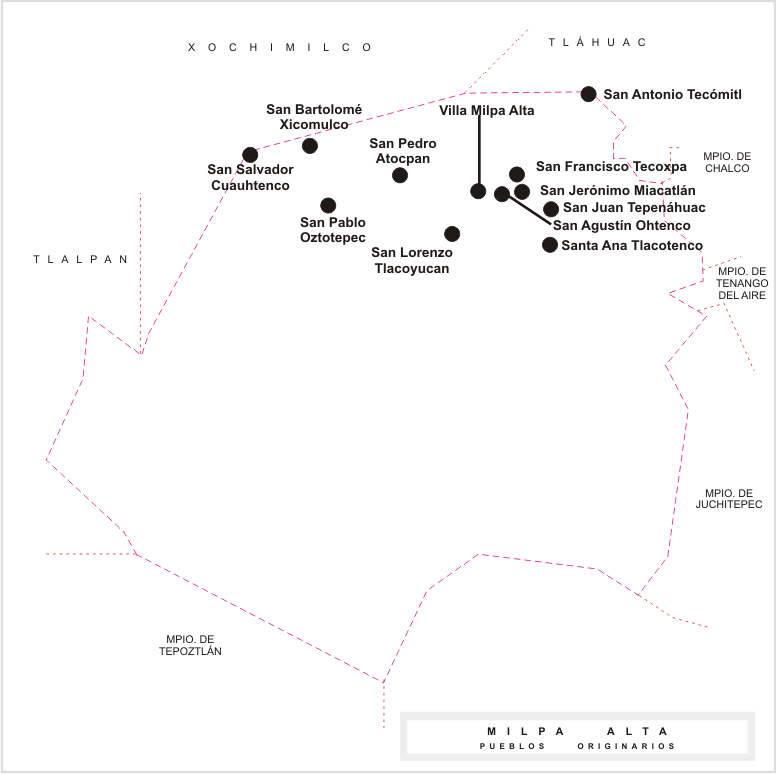
Pueblos originarios de Milpa Alta.

Milpa Alta es la delegación con la mayor proporción de hablantes de lenguas indígenas en la Ciudad de México. En ese territorio habitan más de 3000 hablantes de lenguas indígenas, que representan el 4 % de la población milpaltense. Por lo tanto, es la delegación con la mayor presencia indígena en la capital de México. La población indígena de Milpa Alta es originaria del territorio de la delegación, a diferencia de lo que ocurre en otras delegaciones.
Muchas de las tradiciones de los milpaltenses son producto de la permanencia de la cultura indígena en las comunidades. Persiste la organización en mayordomías en cada pueblo y en cada barrio, de modo similar a las que se establecieron durante el siglo XVI entre los pueblos mesoamericanos. También existen cofradías religiosas que tienen por objeto el culto de los santos patronos. La tierra de cultivo (que representa más de la mitad del territorio milpaltense) es propiedad comunal o ejidal, aunque con las reformas a la legislación mexicana, esta situación podría cambiar. Y esta red de relaciones sociales (familiares, religiosas, políticas) se mantiene sobre la base de una economía agrícola, aun cuando es cada vez más frecuente que los jóvenes se dirijan a la ciudad en busca de empleo.
En Milpa Alta, la identidad nahua está muy presente, y ha sido reivindicada por sus habitantes. Especialmente en los pueblos de San Lorenzo Tlacoyucan, San Jerónimo Miacatlán y Santa Ana Tlacotenco ha venido dándose un proceso de recuperación de la tradición oral del antiguo Malacachtépec-Momoxco. Santa Ana Tlacotenco es el núcleo de un movimiento de revitalización de la lengua náhuatl que ha sido reconocido por varias instituciones culturales de México. En este pueblo existe un centro donde se enseña a las personas interesadas la lengua de los tenochcas y los momoxcas.
Las doce localidades de Milpa Alta (una villa y once pueblos) suelen reconocer su propio origen en alguna de las tribus nahuas que poblaron la región en la época prehispánica. Nueve pueblos localizados en el corazón del valle de Milpa Alta y la ladera norte del Chichinauhtzin se reconocen a sí mismos como descendientes de los fundadores de Malacachtépec-Momoxco. Estos son Villa Milpa Alta, San Jerónimo Miacatlán, San Pablo Oztotepec, San Juan Tepenáhuac, San Francisco Tecoxpa, Santa Ana Tlacotenco, San Lorenzo Tlacoyucan, San Pedro Atocpan y San Agustín Ohtenco. Dos pueblos se reconocen descendientes de los xochimilcas, se encuentran en el poniente de la delegación, en la ladera del volcán Cuauhtzin. Estos pueblos son San Bartolomé Xicomulco y San Salvador Cuauhtenco. Por último, en el noreste de Milpa Alta se localiza San Antonio Tecómitl, que históricamente ha estado emparentado con los pueblos chinampanecos Tláhuac, Míxquic y Tetelco.

## Gobierno y política

### Gobierno delegacional
Milpa Alta es una de las dieciséis demarcaciones territoriales en que se divide el Distrito Federal. Hasta 1859 Milpa Alta era una dependencia del estado de México, a partir de ese año se integró en el Distrito Federal por decisión del Poder Ejecutivo de la Federación. En 1898 fue delimitada el área del Distrito Federal, por medio de un tratado con sus vecinos estados de Morelos y México, de modo que se fueron precisando los límites entre el territorio milpaneco y el de sus vecinos. En 1928 se suprimió el régimen municipal en el Distrito Federal, de modo que la administración de Milpa Alta pasó a ser una dependencia del gobierno capitalino. La ley de administración pública de 1978 dispuso la división del Distrito Federal en dieciséis delegaciones, encabezadas cada una por un delegado político nombrado por el titular del Departamento del Distrito Federal (DDF). Entre esas delegaciones estaba Milpa Alta, cuya sede administrativa se estableció en Villa Milpa Alta.
Para su administración y gobierno, las demarcaciones territoriales cuentan con órganos que se denominan delegaciones. Los titulares de las delegaciones son conocidos como jefes delegacionales o delegados, aunque ninguno de los dos nombres están oficializados por la ley. Las responsabilidades del jefe delegacional de Milpa Alta son las mismas que se disponen en el artículo 39.º de la Ley Orgánica de la Administración Pública del Distrito Federal.
En el año 2000, los milpaltenses eligieron su primera jefa delegacional. Fue elegida a ese puesto Guadalupe Chavira, miembro del Partido de la Revolución Democrática (PRD) y originaria de la delegación. Recibió el mando de los pueblos originarios en una ceremonia realizada en el cráter del volcán Teuhtli antes de rendir protesta en la sede de la Asamblea Legislativa del Distrito Federal. Tres años más tarde, Milpa Alta fue la única demarcación capitalina donde el Partido Revolucionario Institucional ganó una jefatura delegacional con Cuauhtémoc Martínez Laguna, misma que perdió en 2006.
Milpa Alta, como las otras quince delegaciones del Distrito Federal, no posee un cabildo u otro organismo homólogo a los ayuntamientos de los municipios. Para su administración, cada pueblo tiene un coordinador territorial. Además, para la administración y todos los asuntos relacionados con las propiedades comunales y ejidales --dependiendo de la comunidad es una u otro tipo de tenencia de la tierra—existen comisariados ejidales y comisiones de bienes comunales.
Milpa Alta forma parte del Distrito Electoral Federal 21 del Distrito Federal. También es parte del Distrito XXXIV Local. En ambos casos, las diputaciones (para el Congreso de la Unión en el primer caso, y para la ALDF en el segundo) son ocupadas por el PRD.

### Prefectos políticos[16]
- (1861-1865): Juan José Baz
- (1865-1871): Eduardo Castañeda, mayordomo de la Virgen de la Asunción
- (1881-1893): Sebastián Camacho
- (1893-1903): Ángel Zimbrón
- (1903-1909): Canuto Jiménez, mayordomo de la Virgen de Xaxahuenco
- (1909-1914): Nicolás Lipandri, capitán segundo del ejército zapatista
- (1914-1915): Pedro Justo Medina
- (1915-1916): Herlindo César
- (1916): Emilio Cabello
- (1916-1918): Nicolás Lipandri (segundo periodo)

### Presidentes municipales
- (1918-1919): Leobardo Fernández
- (1919-1920): Juan H. Amaya
- (1920-1921): Conrado Medina
- (1921-1922): Manuel Medina
- (1922-1923): Ladislao Basurto
- (1923-1924): Mateo Díaz
- (1924-1925): Ramón Reyes
- (1925-1926): Mauro Galván
- (1926-1929): Encarnación Martínez

### Delegados
- (1929-1932): David Sánchez
- (1932-1938): Francisco del Olmo González
- (1938-1941): Moisés Alvarado González
- (1941-1942): Emigdio Torres
- (1942-1947): Pablo Guzmán Jiménez
- (1947-1951): Aurora Fernández
- (1951-1955): Jesús Acevedo Molina
- (1955-1963): Carlos Gómez Sánchez
- (1963-1970): Moisés Cornejo Lugo
- (1970-1976): Agapito Domínguez Lacroix
- (1976-1977): Rodolfo Ruiz
- (1977-1978): José Flores Vizcaya
- (1978-1982): Humberto Navarro González
- (1982-1984): Carolina Hernández Pinzón
- (1984-1985): José Aguilar Alcérreca
- (1985-1988): Manlio Fabio Murillo Soberanis
- (1988-1992): Manuel Fuentes Bove
- (1992-1993): Eliseo Orozco Aguirre
- (1993-1994): Manuel Fuentes Bove (segundo periodo)
- (1994-1996): José Merino Castrejón
- (1996-1997): Sergio Suárez Llamas

### Jefes Delegacionales
- (1997-1999): Francisco Chavira Olivos
- (1999): José Luis Morales
- (1999-2000):  Juan Nicasio Guerra Ochoa
- (2000-2003):  Guadalupe Chavira de la Rosa[17]
- (2003-2006):  Cuauhtémoc Martínez Laguna
- (2006-2009):  José Luis Cabrera Padilla
- (2009-2012):  Francisco García Flores
- (2012-2015):  Víctor Hugo Monterola Ríos
- (2015):  Miguel Ángel Estrada Garavilla
- (2015-2018):  Jorge Alvarado Galicia

### Alcaldes
- (2018-2021) (2024-2027):  José Octavio Rivero Villaseñor
- (2021):Misael Pérez Cruz
- (2021-2024):  Judith Vanegas Tapia
- (2024):Víctor Manuel Vanegas Tapia
- (2024-2027): José Octavio Rivero Villaseñor

## Economía

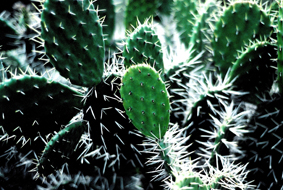
Aunque el nombre de Milpa Alta se debe a que los franciscanos que se establecieron ahí en el se sorprendieron de la productividad de los maizales de la región, a partir del segundo cuarto del, el cultivo del nopal se convirtió en el principal pilar de la economía milpaneca.

El declive del sistema de haciendas en el valle de México a raíz de la reforma agraria iniciada por el gobierno de México dejó en una muy mala situación económica a los pueblos de Milpa Alta. La demanda de mano de obra, principalmente de la hacienda maicera de Xico (propiedad de Íñigo Noriega Lasso, amigo personal de Porfirio Díaz y dueño de las tierras comprendidas desde Iztapalapa hasta Chalco) dejó en el desempleo a la población de la serranía. En la década de 1930, también iba en decadencia el consumo de pulque, y por lo tanto, el otro recurso económico de los milpanecos -El cultivo del maguey pulquero se fue a pique.
Cuando en la década siguiente se estableció una fábrica de papel en Tlalpan, los comuneros de Milpa Alta se vieron privados de la explotación de los enormes recursos forestales de la sierra de Chichinauhtzin. Por otra parte, el sistema agrícola de subsistencia, centrado en el cultivo del maíz para autoconsumo, también se estaba volviendo cada vez menos productivo. Esto alentó la expulsión de pobladores de los pueblos de Milpa Alta.
El proceso de deterioro de la economía agrícola de Milpa Alta fue detenido cuando la milpa y el maguyal dieron paso a los campos sembrados de nopal. Se atribuye a Florentino Flores Torres, del barrio de Concepción de Villa Milpa Alta el inicio de los experimentos con la cactácea, esto a finales de la década de 1930. El nopal es un producto muy apreciado en la gastronomía del centro de México, hecho que facilitó su introducción a gran escala en los principales mercados de la Ciudad de México. El cultivo milpaltense del nopal-verdura excluye el aprovechamiento de la tuna, aunque la especie que se cultiva (Opuntia ficus-indica) produce tunas en su madurez. Para su consumo como verdura, el nopal debe ser cortado tierno; hecho que explica que los nopales de Milpa Alta pocas veces lleguen a florecer.
En el año 2000, Milpa Alta produjo el 78% del nopal-verdura que se consume en el país. En números fríos, sus 7 mil 500 hectáreas sembradas de opuntias produjeron 450 mil toneladas métricas de pencas de nopal. Alrededor de esta producción nopalera, en Milpa Alta se han desarrollado otras ramas de la economía, como la industria alimentaria (que se vende en los supermercados de la ciudad e incluso se exporta). Con nopal se preparan desde dulces y helados hasta los más simples nopales en salmuera. Incluso, la agricultura del nopal ha motivado la búsqueda de tecnologías para la producción de otros bienes no alimenticios a base de nopal, como jabón. También ha propiciado el desarrollo del comercio, al grado que el gobierno de la delegación ha creado un mercado específico para el comercio del nopal-verdura.
Otros cultivos propios de Milpa Alta son la avena forrajera y el maíz, pero su importancia es mucho menor en términos económicos. También es importante la derrama económica producto de los festivales gastronómicos que se realizan en la delegación, como la Feria del Mole, de Atocpan; y la Feria del Nopal en Villa Milpa Alta.

## Infraestructura y equipamiento

### Vialidad y transporte
Milpa Alta presenta un rezago en urbanización con respecto al resto del Distrito Federal. Para comunicarse con el núcleo de la Zona Metropolitana de la Ciudad de México, la delegación cuenta con tres únicas vías. La más transitada de ellas por ser la más corta, es la carretera federal Xochimilco-Oaxtepec que comienza en el poblado de San Gregorio Atlapulco, Xochimilco entra al territorio de Milpa Alta por San Pedro Atocpan, y continúa atravesando la demarcación con dirección sur-oriente hasta llegar al Estado de México y posteriormente al pueblo de Oaxtepec, Morelos. Otra vía de acceso es entrar por la avenida que conduce desde la comunidad de Santa María Nativitas hacia el poblado de Santa Cecilia Tepetlapa y atravesarlo, para posteriormente incorporarse a la Carretera a San Bartolomé Xicomulco y continuar al poblado del mismo nombre o al de San Salvador Cuauhtenco. De ahí la avenida sigue hacia el oriente, y con diversas ramificaciones llega a Oztotepec, Atocpan, y finalmente a Villa Milpa Alta. La otra posibilidad es entrar por el pie del valle de Milpa Alta, por la carretera que saliendo de Tláhuac llega a San Antonio Tecómitl. En esta población, la carretera se bifurca y sigue hacia el oriente a Míxquic y hacia el suroeste con rumbo a Tecoxpa y la cabecera delegacional. Sus ramificaciones hacia las alturas de la sierra conducen a los pueblos de Miacatlán, Tepenáhuac y Tlacotenco.
Casi todas las calles de Milpa Alta están pavimentadas de asfalto, pero los caminos vecinales o comunales (brechas que se abren paso hacia los campos de cultivo), suelen ser de terracería.
El servicio de transporte es prestado por varias rutas de la paraestatal Sistema de Transporte Público y otras de microbuses concesionados. Los destinos principales son el paradero de la estación Tasqueña del Metro, y dos de los principales centros de comercio del Distrito Federal: el mercado de la Merced, ubicado en el centro de la ciudad; y la Central de Abastos de la Ciudad de México, en Iztapalapa. Existen otras rutas más cortas que comunican Milpa Alta con Xochimilco al noroeste o con los pueblos de Tláhuac y Tulyehualco al noreste; o bien, otras más que prestan el servicio entre los pueblos de la delegación. Además, existe una ruta de autobuses foráneos que tiene sus terminales en Xochimilco y Oaxtepec, y atraviesa Milpa Alta desde el noroeste hasta el sureste.
Desde el 30 de octubre de 2012 Milpa Alta cuenta con una estación del Metro más cercana a la demarcación con la apertura de la Línea 12.

### Oferta educativa
Milpa Alta ofrece escuelas de nivel superior. Inauguraron el primer Instituto Tecnológico Federal de Milpa Alta el 8 de septiembre de 2008
, a nivel Distrito Federal, que aglomera más de 900 estudiantes y en donde se imparten las especialidades de Ingeniería en Bioquímica, Gestión Empresarial, Industrias Alimentarías y en Sistemas Computacionales, cuenta con un segundo Instituto Tecnológico Federal Milpa Alta II en el cual se imparten las especialidades de Ingeniería en sistemas computacionales, gestión empresarial e ingeniería industrial. Se encuentra ubicado en el poblado de San Juan Tepenahuac. Con el fin de formar nuevas generaciones profesionales, buscar el pleno desarrollo académico, mejorar la calidad de vida de la región, así como aumentar la cobertura de la educación superior y de diversificar su oferta. Cuenta además con una Unidad Académica con laboratorios equipados para las prácticas de las diferentes carreras. Así mismo, se desarrollan Actividades Extraescolares que permiten la formación integral de los alumnos, participando en eventos a nivel regional y nacional.
Posee seis escuelas de nivel medio superior—es decir, de instrucción de pregrado universitario--. La más antigua de ellas es el Centro de Estudios Científicos y Tecnológicos N.º 15 localizado en Tecómitl, dependiente del Instituto Politécnico Nacional. En Villa Milpa Alta se localiza un plantel del Colegio de Bachilleres. En Santa Ana Tlacotenco se ubica un plantel perteneciente al Instituto de Educación Media Superior del Distrito Federal, dependiente del GDF. En San Pablo Oztotepec se ubica un plantel del Colegio Nacional de Educación Profesional Técnica (CONALEP). La Universidad Nacional Rosario Castellanos los planteles Casa de Cultura Olímpica y Herrerías (antes Pilares). Existen también dos instituciones de formación técnica, dependientes de la Secretaría de Educación Pública.
A nivel superior se encuentra el Centro Interdisciplinario de Ciencias de la Salud (CICS), perteneciente al Instituto Politécnico Nacional, donde se estudian las carreras de Medicina, Odontología, Nutrición, Enfermería, Optometría y Trabajo Social.

### Servicios de salud
La delegación posee un solo hospital general, en las afueras de la cabecera de la demarcación. Depende de la Secretaría de Salud del DF (SS-DF). Además, hay varios centros de salud, también administrados por la SS-DF a través de la Jurisdicción Sanitaria de Milpa Alta. Los centros de salud que dan atención a la población de Milpa Alta se encuentran clasificados como TI, TII Y TIII. En San Antonio Tecomitl cuentan con un C.S. TIII siendo el primero que se construyó en la delegación, San Francisco Tecoxpa, San Geronimo Miacatlan , San Juan Tepenahuatl , San Bartolome Xicomulco , Villa Milpa Alta y san Lorenzo Tlacoyucan cuentan con un C.S TI, San Salvador Cuauhtenco, San Pedro Atocpan y Santa Ana Tlacotenco cuentan con un TII y actualmente San Pablo Oztotepec con un TIII. La clasificación depende del número de habitantes que tienen los poblados.merced a lo estipulado por las leyes en la materia que se encuentran vigentes en el territorio del DF.

### Espacios recreativos y culturales
Cada pueblo milpaltense posee por lo menos una plaza pública en torno a la cual se desarrolla la vida comunitaria. Las plazas públicas sirven de espacios de reunión y de encuentro para la gente del lugar. También existen algunos parques deportivos, donde se puede practicar el fútbol, béisbol, básquetbol y uno de los deportes más populares del sureste del Distrito Federal: el frontón. San Francisco Tecoxpa cuenta además con una alberca olímpica pública.
Milpa Alta no tiene cines ni teatros. Posee un auditorio llamado Calmécac, situado a medio camino entre la cabecera y Atocpan. Existen también dos museos. Uno localizado en Villa Milpa Alta está dedicado a la historia y artes populares de la delegación. El otro es conocido como Cuartel Zapatista, debido a que fungió como centro de operaciones del Ejército Libertador del Sur que comandaba Emiliano Zapata durante la Revolución mexicana; este museo se localiza en San Pablo Oztotepec. En septiembre de 2006, la Casa de Cultura Olla de Piedra del pueblo de Tecómitl se convirtió en el FARO Olla de Piedra.
El 6 de febrero de 2009 se inauguró el "Paseo Escultórico", donde se trata de poner de manifiesto parte del pasado milpaltense y las principales actividades económicas que ha tenido la región a lo largo de su historia como la producción de maíz, pulque, nopal y mole. Son trece bronces, entre los que destacan los de Emiliano Zapata y doña Luz Jiménez.
En abril de 2010 se inauguran el Centro de Enseñanza de Alto Rendimiento “Momoxco”, ubicado en el pueblo de San Pedro Atocpan, contando con instalaciones de alto nivel, el inmueble con 20 mil 865 metros cuadrados, cuenta con una cancha de fútbol, una pista de atletismo de tartán, un gimnasio multidisciplinario, además hay salas de aerobics, box, regadera, baños así como rampa para discapacitados, bodegas, gradas con capacidad de mil200 personas. Las disciplinas que se imparten son atletismo, box, aerobics y pesas.

## Cultura

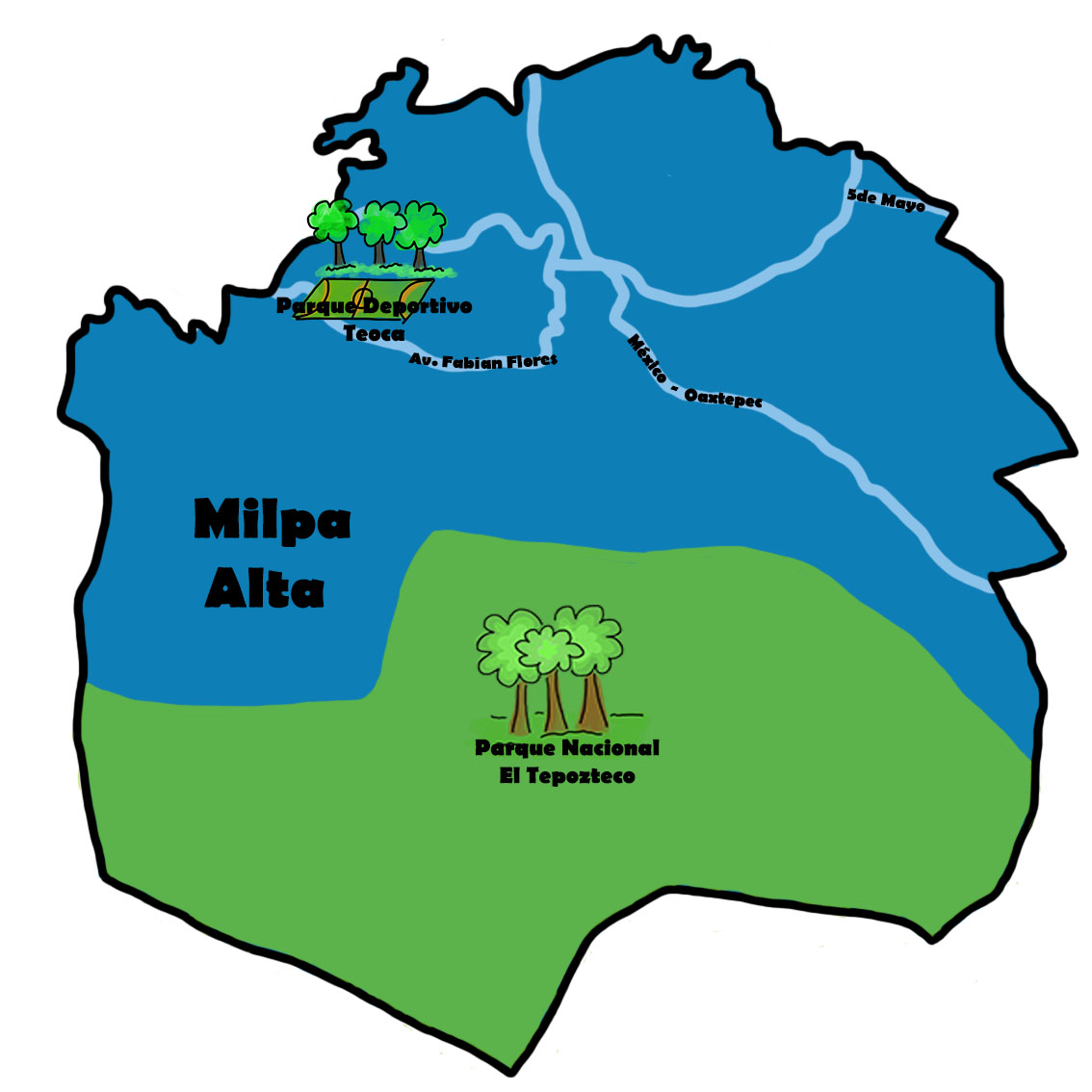
Mapa de los lugares turísticos de la delegación de Milpa Alta

### Rescate de la Historia y la tradición oral
En Milpa Alta existe un movimiento importante que intenta rescatar la memoria histórica de la delegación, conservada en la tradición oral de sus pobladores y documentos de la propiedad comunal milpaltense. Por ello, fue creado el Consejo de la Crónica de Milpa Alta. Este grupo de personas se ha dedicado a investigar entre los habitantes del lugar los sucesos históricos significativos para la comunidad Milpaltense. Así, por ejemplo, se ha podido saber que el Fidel Castro entrenó en el límite entre Chalco y Milpa Alta antes de embarcarse hacia Cuba para participar en la Revolución cubana. También ha sido posible reconstruir la presencia de los zapatistas en las primeras décadas del siglo XX en los pueblos de la sierra milpaltense; o la historia de los conflictos agrarios desde la época colonial hasta la fecha.
Una mención especial merecen los estudios sobre el alto relieve de la virgen de la Asunción de Milpa Alta que data del siglo XVI, de los volcanes Teuhtli y Tulmiac; lo mismo los cuentos y relatos de tradición náhuatl, así como los estudios que se han hecho sobre personajes relevantes de la comunidad como Doña Luz Jiménez, el maestro Fidencio Villanueva Rojas y el nahua-hablante José Concepción Flores Arce "Xochime", entre otros. Así mismo, un renglón importante lo ocupa la crónica del movimiento comunal que se gestó en Milpa Alta en la década de los ochenta.
El trabajo del Consejo de la Crónica de Milpa Alta (COCROMA) ha sido reconocido por varias instituciones encargadas de la promoción cultural en México. De esta suerte, el proyecto de la página electrónica del grupo ha sido financiado por el programa de Apoyo a las Culturas Municipales y Comunitarias (PACMyC) en el año 2004.
Los días 23, 24 y 25 de febrero de 2007 el COCROMA realizó el Primer Encuentro de Crónistas de Milpa Alta en el patio del Claustro de la parroquia de la Asunción en Villa Milpa Alta con el objetivo de rescatar la historia regional. Así mismo, celebró su segundo encuentro en el atrio de la iglesia de Chalmita en San Pablo Oztotepec con el tema "Día de Muertos en Milpa Alta" los días 27 y 28 de octubre del mismo año.
El 27 de marzo de 2007 el Consejo de la Crónica de Milpa Alta fue reconocido en su trabajo por preservar la lengua náhuatl y difundir la cultura de los pueblos y barrios de la demarcación por parte de la Sociedad Defensora del Tesoro Artístico de México en su XXVIII ceremonia de premiación.

### Patrimonio material
Desde el 4 de diciembre de 1986, cuatro construcciones del pueblo de San Antonio Tecómitl forman parte de la Zona de Monumentos Históricos de Xochimilco, Tláhuac y Milpa Alta; zona que corresponde con el área chinampera declarada Patrimonio de la Humanidad por la Unesco. El decreto fue expedido por el presidente Miguel de la Madrid y los edificios incluidos son el templo de San Antonio de Padua, cuya construcción por los franciscanos data de la primera mitad del siglo XVI (primera piedra en 1533, apenas 1 año después de la primera piedra del templo de La Asunción, en la actual Villa Milpa Alta, esto debido, pese a su proximidad, a que Tecómitl, desde la época prehispánica, se caracterizó por representar un punto estratégico como cruce de caminos inmemorial), donde se venera al santo patrono de Tecómitl, San Antonio de Padua; y tres casas habitación de la calle Cinco de Mayo localizadas frente a la plaza del pueblo.
Además, en cada pueblo existen templos católicos construidos los más antiguos desde el siglo XVI, cuando dio inicio la evangelización de los indios del centro de México. Entre ellos, sobresale el convento de La Asunción, patrona de Milpa Alta, construido por frailes franciscanos. Sigue prestando sus servicios a la comunidad católica de la cabecera delegacional. En San Pedro Atocpan se encuentra la parroquia de San Pedro Apóstol, y en San Pablo Oztotepec destacan la iglesia del Señor de Chalmita, el edificio que fue Cuartel Zapatista en tiempos de la revolución y la parroquia de San Pablo.

### Festivales
La festividad del día de muertos también tomo gran importancia para los pobladores de San Antonio Tecomitl, quienes por tradición esperan a sus difuntos la noche del 1° de noviembre fuera de sus casas haciendo fogatas, acompañados de música, tamales y atole que no pueden faltar en esta fecha tan importante, para terminar la festividad, los familiares acuden al panteón del pueblo para llenar de flores y colorido la tumbas que año con año son visitadas.
Cada pueblo realiza una fiesta en honor de sus santos patrones. El calendario comienza el primero de enero, en Tlacotenco, donde los pobladores del lugar realizan el culto a la Señora Santa Ana, patrona del pueblo. A las fiestas de los patronos de los pueblos hay que sumar las correspondientes a los patrones de los barrios y las numerosas peregrinaciones organizadas para pagar promesas a algún santo del panteón católico. En ese sentido cobran importancia aquellas cuyos destinos son el Santuario de la Virgen de Guadalupe, en el Tepeyac; y la del Señor de Chalma, en el sur del estado de México. Además de este calendario de patronazgos, los milpaltenses celebran otras fechas, algunas religiosas y otras tantas seculares.
•	Peregrinación a Chalma.
La peregrinación a chalma es una tradición de un tiempo inmemorial, actualmente se sigue llevando a cabo con gran fervor religioso, por los milpaltences. Participan 9 de los 12 poblados y actualmente la lista de mayordomos para esta peregrinación esta hasta el año 2040.
- Semana Santa:[31] En Villa Milpa Alta y los pueblos más cercanos a ella tiene lugar una representación que si bien no es aprobada por la Iglesia católica, no por ello deja de atraer a muchos visitantes. Particularmente en lo que respecta a Villa Milpa Alta, la tradición de representar la Pasión de Jesucristo data desde finales del siglo XIX, (1899) siendo el iniciador de esta festividad el padre Agustín Polo, quien desde 1896 había llegado a la comunidad. A partir de esta fecha, han sido distintas personas, entre clérigos, laicos y hasta militares, los que han continuado con la organización y dirección de la escenificación. La característica principal de esta representación a diferencia de las que se llevan a cabo en poblados de la misma delegación como San Pablo Oztotepec, San Pedro Atocpan, San Francisco Tecoxpa y San Antonio Tecómitl, es que se realiza mediante el uso de imágenes religiosas que datan del siglo XVII, XVIII y XIX, para representar a Jesucristo en diferentes advocaciones como el Divino Maestro, para escenificar a Jesús y la entrada a Jerusalén el Domingo de Ramos; el Divino Salvador, para representar a Jesús durante la vía dolorosa, a la Virgen de Dolores, María Magdalena y San Juan quienes lo acompañaban en este recorrido y finalmente la imagen del Santo Entierro, misma que al ser articulada, permite ocupar esta para la crucifixión y posteriormente para hacer de manera simbólica el santo entierro. Fue en 1927 cuando la tradición tomó una nueva directriz, al incrementar un número considerable de participante. El libreto que se utilizaba para llevar a cabo la representación fue elaborado por el señor Alberto Fuentes y que para 1942, año en que presenta la escenificación de la obra "El Mártir del Gólgota" contaba ya con un reparto de 65 personajes.

- Carnaval: A diferencia de la mayoría de los carnavales, el de Milpa Alta se celebra el Domingo de Resurrección. Es decir, tiene lugar después de la Semana Santa, y no antes de ella, como es costumbre. El Domingo de Pascua, Villa Milpa Alta es recorrida por comparsas de chinelos acompañados por los sones tradicionales que toca una banda de alientos.

Otra población que de igual manera realiza su carnaval es el pueblo de San Pablo Oztotepéc el cual empieza el Sábado de Gloria y continua el Domingo de Resurrección; en el carnaval de esta población se corona a las 3 reinas del Carnaval que corresponden a las comparsas La Unión, La Central y La Oztotepec que son acompañadas por la población y comunidades aledañas, carros alegóricos, Chinelos y bandas de viento que año con año se han fortalecido llegando a contar con más de 30 integrantes cada una, la pugna entre ellas las ha llevado al refinamiento de este son lo que hace que en esta comunidad se toque y se baile uno de los mejores sones del chinelo.
Como colofón al carnaval, se organiza un baile con grupos de música popular contemporánea en la comunidad de San Francisco Tecoxpa se realiza el baile del huehuenche en la que participan la comparsa "los tequimichis" (que es ratón de pedregal)y se realiza el viernes sábado y domingo antes de Semana Santa.
- Festival Globos de Cantolla: El parque “El Ocotal”, un centro ecoturístico, año con año organizan este gran evento familiar, donde participa gente nacional y extranjera.

Dentro del programa de actividades se cuenta con: vuelos cautivos en globo aerostático, así como talleres de elaboración de globos de cantolla para la integración de familias, amigos, etc. Esta bonita actividad que ya se ha hecho tradición.
Durante la Noche Mágica como en años anteriores se soltarán cientos de globos de cantolla que iluminarán el cielo con los deseos de los asistentes al evento.
Todo esto y más lo encontrarás en: Carretera Federal Xochimilco-Oaxtepec km. 33 Parque el Ocotal, Santa Anta Tlacotenco, Delegación Milpa Alta DF.

### Música

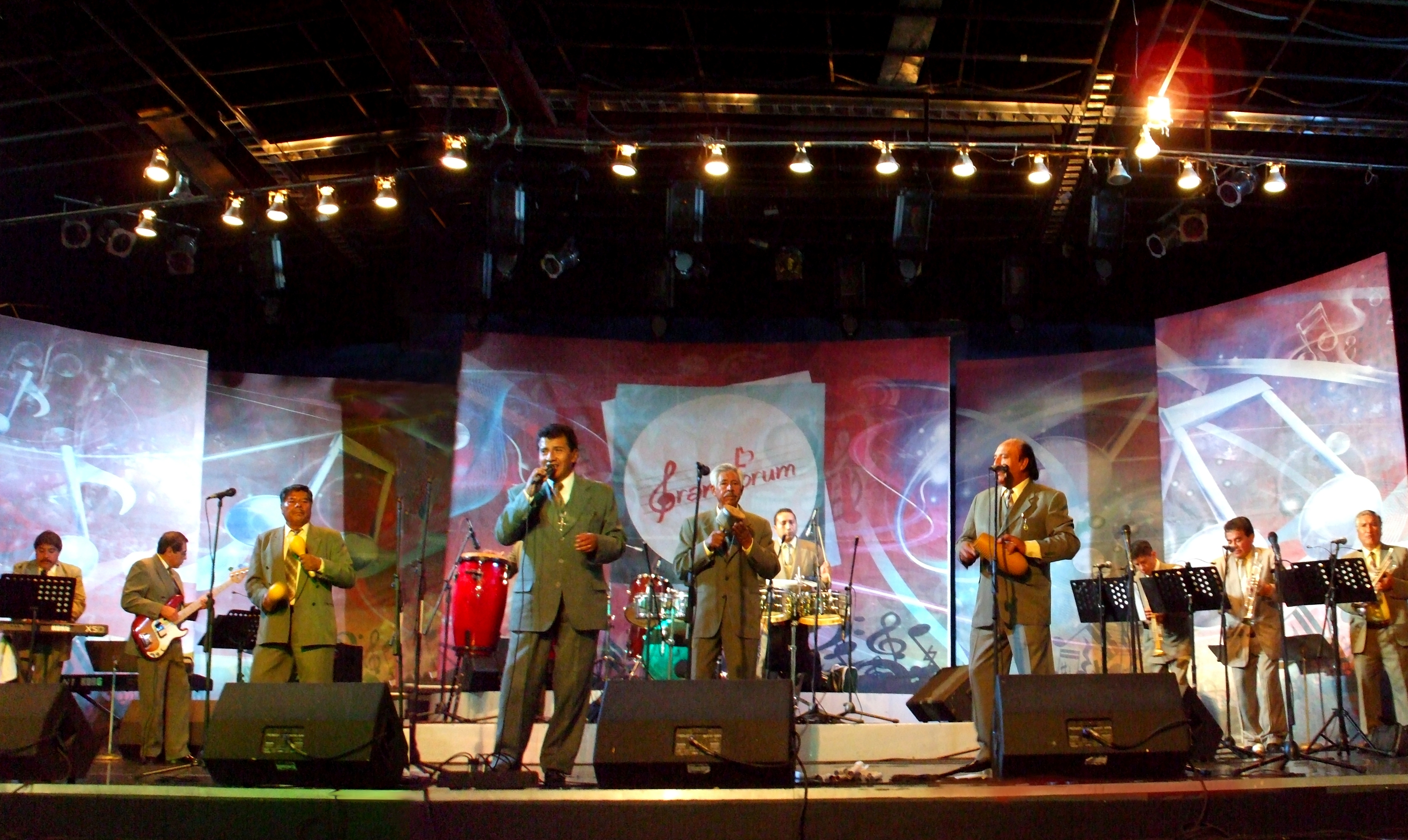
La Sonora Siguaray en una actuación estelar en el salón considerado cátedra de la música tropical en México, salón Gran Fórum

En Milpa Alta surge un grupo destacado que ha quedado en el recuerdo del público milpaltense y en la república mexicana, la Sonora Siguaray, un conjunto musical del género tropical formada en el año de 1968, aunque heredó su nombre artístico a partir de la primera formación en el año de 1963 con el nombre artístico Sonora Milpa Alta, compuestos por músicos originarios de Milpa Alta. Cuenta con el título autoral ante Instituto Nacional del Derecho de Autor como la Auténtica Sonora Siguaray, conocida popularmente como Sonorísima Siguaray, reconocida dentro de las agrupaciones importantes del género tropical de las sonoras de México. Actualmente la riqueza interpretativa de las sonoras puede ser escuchada en XEB-AM.
La Sonora Siguaray ha recibido diversos premios tales como el trofeo Azteca de Oro otorgado por AMPRyT, que premia a los personajes y organizaciones más destacados en su campo, desde espectáculos hasta el nacionalismo empresarial, es un galardón catalogado entre los tres mejores del mundo, después del Oscar de Hollywood y los Premios Grammy de Estados Unidos.
Galardonados con el Mixtli de Oro (Otorgado por la Asociación de periodistas de Espectáculos), Sol de Oro (Otorgado por el periódico Sol de México), Trofeo Pedro Infante (Otorgado en los Ángeles California), premio Diosa de Plata por sus éxitos: “Te vas Te vas”, “El Sauce”, “No hay Novedad”, “Y tú También”, “Confusión”, “Arráncame el puñal”, “Que te parece” y "Amor, Amor, Amor".
Han aparecido en distintos programas de televisión en Estados Unidos, Centroamérica, Sudamérica y México. En México en programas como: Carrusel Musical, Nuestra Gente, Siempre en domingo, Club del Hogar, Hoy Mismo, ECO, Un nuevo Día, Hoy, Pácatelas, Canal 22, Canal 2 de Televisa Chapultepec, entre muchos otros.

### Gastronomía
La cocina tradicional de Milpa Alta tiene su base en el maíz. Una vez nixtamalizado, el maíz se emplea para hacer masa con la que se han de preparar desde atole hasta antojitos mexicanos de todo tipo. Los milpaltenses echan mano de todo lo que sea posible conseguir en sus mercados o en la montaña. En Santa Ana Tlacotenco, por ejemplo, es costumbre la recolección de algunos géneros de hongos comestibles, mismos que suelen acompañarse de chile, epazote y cebolla antes de constituir el relleno de las empanadas de maíz que en el centro de México se conocen como quesadillas. El maíz, en forma de tortilla, acompaña todos los platillos del repertorio gastronómico milpaltense.
Milpa Alta es sede de dos importantes festivales relacionados con la comida. La Feria del Nopal, que se verifica en Villa Milpa Alta, tiene lugar en junio de todos los años. La fecha es variable. En el marco de esta feria, las mujeres de Milpa Alta hacen gala de sus saberes sibarios, y presentan una amplia gama de platillos a base de nopal.
Pero si algo ha dado fama a la cocina milpaneca es la Feria Nacional del Mole, que se realiza en San Pedro Atocpan. En este pueblo existe una gran cantidad de negocios relacionados con la producción del mole, que se comercializa en todo el centro del país; razón por la que en México se le llama Capital del Mole. El mole es una salsa hecha a base de chiles secos de diferentes clases, acompañados de especias que van desde la pimienta hasta el chocolate. La receta varía, dependiendo del tipo de mole que se trate. El mole especial de los atocpenses es el llamado almendrado, cuya característica principal es el uso intenso de la almendra en la composición de la salsa. Esta salsa suele ser el acompañante más socorrido de uno de los pocos animales domesticados en Mesoamérica: el guajolote.
Además del mole, en Milpa Alta se preparan barbacoa de carnero en penca de maguey pulquero, mixiotes de lo mismo o de carne de conejo. El conejo también se acostumbra comer adobado y asado a las brasas.
Pero por si fuera poco además de la comida tan suculenta que se degusta en varios pueblos de Milpa Alta, también se preparan deliciosos postres a base de una de las frutas no tan conocidas pero sin embargo muy ricas es la pera donde aproximadamente desde hace 10 años se celebra la Feria de La Pera en el mes de septiembre en el pueblo de San Pablo Oztotepec.